# Molepolole
Molepolole är en stad i södra Botswana, och är den administrativa huvudorten för distriktet Kweneng. Den har 57 951 invånare (2006), vilket gör den till landets tredje största stad, efter Gaborone och Francistown. Staden ligger i utkanten av Kalahari, cirka fem mil nordväst om Gaborone, och är ett handelscentrum.